# Súper Papá
Súper Papá fue una serie televisiva de Ecuavisa, transmitida en 2007. Es una adaptación de la serie argentina ¡Grande, pa!, realizada entre 1991 y 1994 por Telefe.
Protagonizada por Paul Martin y Maricela Gómez, con las niñas Paola Jaramillo, Verónica Pinzón y Arianna Burgos, con las actuaciones antagónicas de Gisella Garbezza y Paola Farías. Acompañados de las actuaciones estelares de Adriana Manzo, Marcelo Gálvez y Víctor Aráuz.

## Argumento
En Súper Papá, Arturo (Paul Martin) interpreta a un padre viudo, preocupado por sus 3 hijas: Susy, Angie y Vivi.
Susy es la mayor de las niñas, una jovencita de 17 años que es la líder de "la banda" de su casa, a quien le gusta el canto… y de quien Arturo se siente muy orgulloso.
Angie, la segunda (13), es una adolescente enamoradiza y rebelde, que vive en constante pelea con su hermana mayor porque sueña parecerse a ella.Vivi, es el conchito de la casa (9); por sus diferencias de edades con Susy y Angie, se siente muy sola a veces y busca a Rita, su perrita y mejor amiga.
La familia convive con una empleada provinciana llamada María, tan sensata como simpática. Y es ella precisamente quien ayuda a Arturo con las niñas, cuidándolas y escuchándolas con mucha ternura y amor, dado que las 3 muchachitas están viviendo intensamente los problemas y aventuras de la adolescencia y la juventud.
Arturo tiene una novia, muy hermosa, pero que no es aceptada por las hijas, y esta incompatibilidad hará que la vida de él no sea siempre un mar de rosas. Tendrá que conjugar su vida familiar con una agitada vida profesional, condimentada con una vida amorosa turbulenta.
Las chicas adoran a Arturo, desean verlo feliz, pero como es de esperar, de vez en cuando ocurre lo inevitable y le darán algunos dolores de cabeza, donde sin embargo siempre terminarán triunfando los fuertes lazos familiares que los unen.

## Elenco
- Paul Martin como Arturo Aráuz.
- Maricela Gómez como María de Aráuz.
- Paola Jaramillo como Susana "Susy" Aráuz.
- Verónica Pinzón como Angie Aráuz.
- Arianna Burgos como Viviana "Vivi" Aráuz.
- Gisella Garbezza como Mercedes.
- Paola Farías como Lola.
- Carolina Ossa como María Luisa.
- Marcelo Gálvez como Giuseppe.
- Adriana Manzo como la tía Norma.
- Víctor Aráuz como Ramiro.

## Premios y nominaciones

### Premios ITV
| Categoría                | Nominado       | Resultado |
| ------------------------ | -------------- | --------- |
| Mejor programa dramático | Super Papá     | Ganador   |
| Mejor actor dramático    | Paul Martin    | Ganador   |
| Mejor actriz dramática   | Paola Farías   | Ganadora  |
| Mejor actriz dramática   | Maricela Gómez | Nominada  |
| Mejor actriz dramática   | Arianna Burgos | Nominada  |